# Сазерленд, Элизабет, 24-я графиня Сазерленд
Элизабет Миллисент Сазерленд, 24-я графиня Сазерленд (англ. Elizabeth Millicent Sutherland-Leveson-Gower; 30 марта 1921 года, Челси, Лондон, Англия — 9 декабря 2019 года, Лондон, Англия) — шотландская аристократка и глава клана Сазерленд, с 1963 года графиня Сазерленд.

## Биография
Элизабет родилась 30 марта 1921 года в Лондоне. Она была единственным ребёнком лорда Аластера Сазерленда-Левесона-Гоуэра (1890—1921), который был младшим сыном Кромарти Сазерленда-Левесона-Гоуэра, 4-й герцог Сазерленд, и Элизабет Элен Гарднер Демарест (1892—1931).
Её отец умер 28 апреля 1921 года от малярии во время экспедиции в Родезию. Мать вышла замуж за русского барона Георга фон дер Остен-Дризена в 1931 году, но умерла через три месяца после свадьбы. Элизабет взял под опеку её дядя Джордж Сазерленд-Левесон-Гоуэр, 5-й герцог Сазерленд.
После смерти её дяди, 1 февраля 1963 года, у которого не было детей, она оказалась ближайшим его родственником. Элизабет унаследовала всё его состояние: поместья в Сазерленд, замок Данробин, а также дворянский титул графа Сазерленд и стала 24-й графине Сазерленд, была признана главой клана Сазерленд.
9 декабря 2019 года она умерла в своём лондонском доме, где жила последние годы со своей дочерью Аннабель.

## Семья
5 января 1946 года Элизабет Миллисент вышла замуж за Чарльза Янсона (1917—2006), который умер в 2006 году. У них родились четверо детей:
- Аластер Чарльз Сент-Клэр Сазерленд, 25-й граф Сазерленд (род. 7 января 1947), дважды женат, четверо детей
- Достопочтенный Мартин Дирман Сазерленд (род. 7 января 1947), женат, пять сыновей
- Леди Аннабель Элизабет Элен Сазерленд (род. 16 мая 1952), замужем, один сын
- Достопочтенный Мэтью Питер Демарест Сазерленд (8 апреля 1955 — 5 декабря 1969)[6].

## Примечание
1. ↑  Burke's peerage, baronetage and knightage. — 107th ed. — Stokesley: Burke's Peerage & Gentry, 2003. — 3 volumes с. — ISBN 0-9711966-2-1, 978-0-9711966-2-9.
2. ↑  Who owns Scotland? Here's the next five in our top 20 (англ.). www.scotsman.com. Дата обращения: 5 февраля 2020. Архивировано 14 января 2020 года.
3. ↑  Person Page. www.thepeerage.com. Дата обращения: 5 февраля 2020. Архивировано 28 июля 2020 года.
4. ↑  Countess of Sutherland dies (англ.). Northern Times (11 декабря 2019). Дата обращения: 5 февраля 2020. Архивировано 12 декабря 2019 года.
5. ↑  Sutherland, Earl of (S, 1235). www.cracroftspeerage.co.uk. Дата обращения: 5 февраля 2020. Архивировано 27 мая 2011 года.
6. ↑  Clan Sutherland Dukes & Earls. web.archive.org (12 октября 2012). Дата обращения: 5 февраля 2020. Архивировано 12 октября 2012 года.